# Eugenia Sacerdote de Lustig
Eugenia Sacerdote de Lustig (Torino, 9 novembre 1910 – Buenos Aires, 27 novembre 2011) è stata una medica e ricercatrice italiana naturalizzata argentina, la prima a sperimentare il vaccino contro la poliomielite in Argentina.

## Biografia
Cugina di Rita Levi-Montalcini, si laureò nella città natale.
Emigrata in Argentina durante il fascismo per motivi razziali, vi rimase sino alla morte, avvenuta nel 2011 a 101 anni. Dedicò quasi tutta la sua attività di ricerca allo studio della poliomielite.
Ha lasciato oltre 180 pubblicazioni scientifiche.

## Riconoscimenti ottenuti
- 1967 - Premio "Mujer del año de ciencias"
- 1977 - Premio "A. Noceti e A. Tiscornia" dell'Accademia Nazionale di Medicina in Venezuela
- 1978 - Premio "Benjamín Ceriani"
- 1983 - Diploma al merito in genetica e citologia della Fondazione Konex
- 1984 - Premio "Barón"
- 1991 - Premio "Juan Manuel Estrada"
- 1991 - Premio "Trébol de Plata" del Rotary International
- 1992 - Premio Ippocrate
- 1994 - Cavaliere della Repubblica Italiana
- 1996 - Grande croce degli ordini dei servizi distinti al merito civile
- 1996 - Premio Internazionale "Piemontese nel Mondo"
- 2003 - Menzione speciale in scienza e tecnologia della Fondazione Konex
- 2004 - Cittadina illustre della città di Buenos Aires